# Barytheriidae
Los baritéridos (Barytheriidae) son una familia extinta de proboscídeos que vivieron desde del Eoceno final hasta principios del Oligoceno, en lo que ahora son el norte de África y la península arábiga. Los baritéridos fueron los primeros proboscídeos de tamaño grande que aparecen en el registro fósil y se caracterizaban por un pronunciado dimorfismo sexual.